# Plechawa
Plechawa (biał. Плехава; ros. Плехово; hist. Lubiszczyce Poduchowne) – wieś na Białorusi, w obwodzie brzeskim, w rejonie iwacewickim, w sielsowiecie Lubiszczyce.
Dawniej pod nazwą Lubiszczyce Poduchowne (mapa WIG jako alternatywną nazwę podaje Poddane). W dwudziestoleciu międzywojennym leżały one w Polsce, w województwie poleskim, w powiecie kosowskim/iwacewickim, w gminie Borki-Hiczyce/Iwacewicze. Po II wojnie światowej w granicach Związku Sowieckiego. Od 1991 w niepodległej Białorusi.